# Tricyrtis viridula
Tricyrtis viridula là một loài thực vật có hoa trong họ Măng tây. Loài này được Hir.Takah.bis miêu tả khoa học đầu tiên năm 1997.